# 5.ª etapa do Giro d'Italia de 2020
A 5.ª etapa do Giro d'Italia de 2020 desenvolveu-se a 7 de outubro de 2020 entre Mileto e o monte Camigliatello Silano sobre um percurso de 225 km e foi vencida pelo italiano Filippo Ganna da equipa Ineos Grenadiers, conseguindo assim o seu segundo triunfo parcial na carreira. O português João Almeida conseguiu manter a liderança uma jornada mais.

## Classificação da etapa
| \| Classificação por etapas \| Classificação por etapas \| Classificação por etapas \| Classificação por etapas \| Classificação por etapas \| \| Ciclista \| Ciclista \| Equipe \| Tempo \| \| \| ------------------------ \| ------------------------ \| ------------------------ \| ------------------------ \| ------------------------ \| \| 1. \| Filippo Ganna \| Ineos Grenadiers \| 5h59m17s \| \| \| 2. \| Patrick Konrad \| Bora-Hansgrohe \| + 34s \| \| \| 3. \| João Almeida \| Deceuninck-Quick Step \| + 34s \| \| \| 4. \| Wilco Kelderman \| Team Sunweb \| + 34s \| \| \| 5. \| Lucas Hamilton \| Mitchelton-Scott \| + 34s \| \| \| 6. \| Jai Hindley \| Team Sunweb \| + 34s \| \| \| 7. \| Harm Vanhoucke \| Lotto-Soudal \| + 34s \| \| \| 8. \| Pello Bilbao \| Bahrain McLaren \| + 34s \| \| \| 9. \| Jakob Fuglsang \| Astana \| + 34s \| \| \| 10. \| Fausto Masnada \| Deceuninck-Quick Step \| + 34s \| \| |                 |                       |          |
| |                 |                       |          |
| Fonte: ProCyclingStats |                 |                       |          |
| Classificação por etapas |                 |                       |          |
| Ciclista | Ciclista        | Equipe                | Tempo    |
| 1. | Filippo Ganna   | Ineos Grenadiers      | 5h59m17s |
| 2. | Patrick Konrad  | Bora-Hansgrohe        | + 34s    |
| 3. | João Almeida    | Deceuninck-Quick Step | + 34s    |
| 4. | Wilco Kelderman | Team Sunweb           | + 34s    |
| 5. | Lucas Hamilton  | Mitchelton-Scott      | + 34s    |
| 6. | Jai Hindley     | Team Sunweb           | + 34s    |
| 7. | Harm Vanhoucke  | Lotto-Soudal          | + 34s    |
| 8. | Pello Bilbao    | Bahrain McLaren       | + 34s    |
| 9. | Jakob Fuglsang  | Astana                | + 34s    |
| 10. | Fausto Masnada  | Deceuninck-Quick Step | + 34s    |

## Classificações ao final da etapa

### Classificação geral(Maglia Rosa)
| \| Classificação geral \| Classificação geral \| Classificação geral \| Classificação geral \| Classificação geral \| \| Ciclista \| Ciclista \| Equipe \| Tempo \| \| \| ------------------- \| ------------------- \| --------------------- \| ------------------- \| ------------------- \| \| 1. \| João Almeida \| Deceuninck-Quick Step \| 17h06m23s \| \| \| 2. \| Pello Bilbao \| Bahrain McLaren \| + 43s \| \| \| 3. \| Wilco Kelderman \| Team Sunweb \| + 48s \| \| \| 4. \| Harm Vanhoucke \| Lotto-Soudal \| + 59s \| \| \| 5. \| Vincenzo Nibali \| Trek-Segafredo \| + 1m01s \| \| \| 6. \| Domenico Pozzovivo \| NTT Pro Cycling \| + 1m05s \| \| \| 7. \| Jakob Fuglsang \| Astana \| + 1m19s \| \| \| 8. \| Steven Kruijswijk \| Jumbo-Visma \| + 1m21s \| \| \| 9. \| Patrick Konrad \| Bora-Hansgrohe \| + 1m26s \| \| \| 10. \| Rafał Majka \| Bora-Hansgrohe \| + 1m32s \| \| |                    |                       |           |
| |                    |                       |           |
| Fonte: ProCyclingStats |                    |                       |           |
| Classificação geral |                    |                       |           |
| Ciclista | Ciclista           | Equipe                | Tempo     |
| 1. | João Almeida       | Deceuninck-Quick Step | 17h06m23s |
| 2. | Pello Bilbao       | Bahrain McLaren       | + 43s     |
| 3. | Wilco Kelderman    | Team Sunweb           | + 48s     |
| 4. | Harm Vanhoucke     | Lotto-Soudal          | + 59s     |
| 5. | Vincenzo Nibali    | Trek-Segafredo        | + 1m01s   |
| 6. | Domenico Pozzovivo | NTT Pro Cycling       | + 1m05s   |
| 7. | Jakob Fuglsang     | Astana                | + 1m19s   |
| 8. | Steven Kruijswijk  | Jumbo-Visma           | + 1m21s   |
| 9. | Patrick Konrad     | Bora-Hansgrohe        | + 1m26s   |
| 10. | Rafał Majka        | Bora-Hansgrohe        | + 1m32s   |

### Classificação por pontos(Maglia Ciclamino)
| Classificação por pontos | Classificação por pontos | Classificação por pontos | Classificação por pontos | Classificação por pontos |
| Ciclista                 | Ciclista                 | Equipe                   | Pontos                   |                          |
| ------------------------ | ------------------------ | ------------------------ | ------------------------ | ------------------------ |
| 1.                       | Peter Sagan              | Bora-Hansgrohe           | 57 pts                   |                          |
| 2.                       | Arnaud Démare            | Groupama-FDJ             | 52 pts                   |                          |
| 3.                       | Filippo Ganna            | Ineos Grenadiers         | 45 pts                   |                          |
| 4.                       | João Almeida             | Deceuninck-Quick Step    | 29 pts                   |                          |
| 5.                       | Diego Ulissi             | UAE Team Emirates        | 27 pts                   |                          |
| 6.                       | Davide Ballerini         | Deceuninck-Quick Step    | 25 pts                   |                          |
| 7.                       | Jonathan Caicedo         | EF Pro Cycling           | 23 pts                   |                          |
| 8.                       | Michael Matthews         | Team Sunweb              | 20 pts                   |                          |
| 9.                       | Patrick Konrad           | Bora-Hansgrohe           | 18 pts                   |                          |
| 10.                      | Andrea Vendrame          | AG2R La Mondiale         | 18 pts                   |                          |

### Classificação da montanha(Maglia Azzurra)
| Classificação da montanha | Classificação da montanha | Classificação da montanha   | Classificação da montanha | Classificação da montanha |
| Ciclista                  | Ciclista                  | Equipe                      | Pontos                    |                           |
| ------------------------- | ------------------------- | --------------------------- | ------------------------- | ------------------------- |
| 1.                        | Filippo Ganna             | Ineos Grenadiers            | 41 pts                    |                           |
| 2.                        | Jonathan Caicedo          | EF Pro Cycling              | 40 pts                    |                           |
| 3.                        | Edoardo Zardini           | Vini Zabù-Brado-KTM         | 18 pts                    |                           |
| 4.                        | Domenico Pozzovivo        | NTT Pro Cycling             | 18 pts                    |                           |
| 5.                        | Jakob Fuglsang            | Astana                      | 18 pts                    |                           |
| 6.                        | Giovanni Visconti         | Vini Zabù-Brado-KTM         | 18 pts                    |                           |
| 7.                        | Wilco Kelderman           | Team Sunweb                 | 15 pts                    |                           |
| 8.                        | Harm Vanhoucke            | Lotto-Soudal                | 12 pts                    |                           |
| 9.                        | Vincenzo Nibali           | Trek-Segafredo              | 11 pts                    |                           |
| 10.                       | Simon Pellaud             | Androni Giocattoli-Sidermec | 9 pts                     |                           |

### Classificação dos jovens(Maglia Bianca)
| Classificação dos jovens | Classificação dos jovens | Classificação dos jovens | Classificação dos jovens | Classificação dos jovens |
| Ciclista                 | Ciclista                 | Equipe                   | Tempo                    |                          |
| ------------------------ | ------------------------ | ------------------------ | ------------------------ | ------------------------ |
| 1.                       | João Almeida             | Deceuninck-Quick Step    | 17m06s                   |                          |
| 2.                       | Harm Vanhoucke           | Lotto-Soudal             | + 59s                    |                          |
| 3.                       | Jai Hindley              | Team Sunweb              | + 1m33s                  |                          |
| 4.                       | Sergio Samitier          | Movistar Team            | + 2m12s                  |                          |
| 5.                       | Lucas Hamilton           | Mitchelton-Scott         | + 2m47s                  |                          |
| 6.                       | Brandon McNulty          | UAE Team Emirates        | + 2m57s                  |                          |
| 7.                       | Tao Geoghegan Hart       | Ineos Grenadiers         | + 3m18s                  |                          |
| 8.                       | James Knox               | Deceuninck-Quick Step    | + 3m26s                  |                          |
| 9.                       | Aurélien Paret-Peintre   | AG2R La Mondiale         | + 4m31s                  |                          |
| 10.                      | Sam Oomen                | Team Sunweb              | + 8m12s                  |                          |

### Classificação por equipas"Súper team"
| Classificação por equipes | Classificação por equipes | Classificação por equipes | Classificação por equipes |
| Equipe                    | Equipe                    | Tempo                     |                           |
| ------------------------- | ------------------------- | ------------------------- | ------------------------- |
| 1.                        | Deceuninck-Quick Step     | 51h23m32s                 |                           |
| 2.                        | Team Sunweb               | + 1m22s                   |                           |
| 3.                        | Ineos Grenadiers          | + 3m34s                   |                           |
| 4.                        | Jumbo-Visma               | + 4m22s                   |                           |
| 5.                        | Mitchelton-Scott          | + 6m03s                   |                           |
| 6.                        | Bora-Hansgrohe            | + 7m51s                   |                           |
| 7.                        | AG2R La Mondiale          | + 11m30s                  |                           |
| 8.                        | Movistar Team             | + 14m20s                  |                           |
| 9.                        | Trek-Segafredo            | + 17m35s                  |                           |
| 10.                       | Bahrain McLaren           | + 18m12s                  |                           |

## Abandonos
- Luca Wackermann não tomou a saída depois de uma queda no trecho final da etapa anterior.[2]
- Pieter Weening não completou a etapa depois de uma queda sofrida no dia anterior.[3]